# Мучинга
Мучинга (англ. Muchinga Mountains) — горный хребет в провинции Мучинга на северо-востоке Замбии, находящийся на линии водораздела между бассейнами рек Конго и Замбези, окаймляя с юго-запада впадину Конго. Длина хребта около 400 км, высшая точка — Мумпу (1893 м), с учётом которой проводилась граница между Замбией и Демократической Республикой Конго. Среди других известных вершин — гора Чимбвингомбе (около 1800 м).
С одной стороны протекает река Чамбеши, с другой Луангва, глубокая долина которой тянется практически параллельно горной системе. К долине Луалангве выходит крутой сбросовый уступ (эскарп), известный как эскарп Мучинга (англ. Muchinga Escarpment), поднимающийся на высоту около 1000 метров над базисом эрозии и рекой. На территории горной системы находится национальный парк Северная Луангва. В горах Мучинга, кроме того, расположена пещера Начикуфу (англ. Nachikufan), давшая имя неолитической культуре, распространённой в бассейне Луапулы и левых притоков Замбези.
Достопримечательностью хребта является водопад Чангвена (англ. Changwena), относящийся к пику Мумпу. Водопад представляет собой небольшой поток воды, срывающийся с отвесной скалы вниз и проходящий через каскад из трёх последовательных порогов.
Хребет сложен древними кристаллическими породами. Растительность на склонах гор относится к природной зоне саванных лесов. На севере располагается один из районов выращивания кофе. В южной части горной страны располагаются города Мпика и Серендже. Вдоль Мучинги проходят транспортные артерии, связывающие Замбию с Танзанией.